# 井出千昌
井出 千昌 (いで ちあき、女性、1959年 - )は、日本の少女小説家。フリーライター、編集者。うお座、A型

## 人物・経歴
北海道札幌市出身。フェリス女学院大学文学部国文学科卒業。
高校3年生のとき、ハガキに宛名を書くアルバイトをしようと、学研のファッション系雑誌『フェアレディ』編集部に電話したところ、当時の編集長がその電話によって「このコは編集の仕事を、やりたがっているんだ」と誤解し、それがきっかけで編集の基礎を叩きこまれたという。そのことをきっかけとして、後に雑誌関係のフリーライターの道を歩むことになった。主に雑誌のファッション記事やエッセイを執筆するかたわら、漫画の原作（『それいゆパラダイス』作画：清水佳子、KCフレンド）に挑戦し、その縁からやがて少女小説家としてデビューした。
また、雑誌『25ansウエディング』（ハースト婦人画報社）には1990年代半ばから現在まで執筆を続けている。なお結婚関係の写真事務所でライター・スタッフも務める。ファッション雑誌編集の現場で出会った同い歳のイラストレーター、森本美由紀の作品保存会で代表を務める。

## 作品リスト
- ハートにコスモス（講談社X文庫ティーンズハート、イラスト：篠有紀子、1987年11月）
- 春休みの眠り姫（講談社X文庫ティーンズハート、イラスト：森本美由紀、1988年6月）
- ポケットに、ハイネ（講談社X文庫ティーンズハート、イラスト：篠有紀子、1988年6月）
- 海辺のトリステス（講談社X文庫ティーンズハート、イラスト：篠有紀子、1988年9月）
- ふたりの微熱クリスマス（講談社X文庫ティーンズハート、イラスト：もりたゆうこ、1988年12月）
- 16ビートで恋したい（講談社X文庫ティーンズハート、イラスト：高田祐子、1989年4月）
- 花言葉を知ってから（講談社X文庫ティーンズハート、イラスト：高田祐子、1989年9月）
- あなたのいる季節（レモン文庫(学研)、イラスト：篠有紀子、1989年12月）
- アイドルはあなただけ（講談社X文庫ティーンズハート、イラスト：高田祐子、1989年12月）
- パパリカちゃん （徳間文庫―パステルシリーズ、イラスト：森本美由紀、1990年8月）
- 迷宮のラプンツェル（角川スニーカー文庫、イラスト：原田梨花、1990年11月）
- いつもあなたのそばにいる－菜月-17歳（角川スニーカー文庫、イラスト：いでまゆみ 、1991年6月）

## その他の仕事
- 『愛をする人』 (堀田あけみ/著、角川文庫版、1992年11月) - 「解説」の寄稿 。
- 80年代のmc sister展 (2004年8月 - 9月)  - 実行委員。
- フェアレディ展#2 (2004年10月) - 井上力夫 加藤裕将 高柳佐知子 仲世朝子 野崎一人 へのインタビューとその他全員のプロフィールを執筆。
- 『安部トシ子の結婚のバイブル』（ハースト婦人画報社、2008年8月） - 編集を担当。
- 『文化系女子のための少女漫画案内』 (mille books/編、2009年11月) - 執筆。
- 『SWEETウエディング ハンドメイドBOOK』（武井美雪/著、主婦の友社、2011年6月） - 編集を担当。
- 結婚式の立ち居振る舞いレッスン (2014年3月) - 構成・文。
- 『ファッション・イラストレーションファイル 2014』（玄光社、2014年9月18日） - 森本美由紀への追悼文を執筆。
- Miyuki Morimoto Illustration works 1983-2013 森本美由紀 回顧展 (2014年10月) - 実行委員。
- イラストレーター 森本美由紀 回顧展 「岡山の美術」特別展示 岡山の作家☆再発見Ⅱ（岡山県立美術館、2016年2月10日 - 3月21日） - 実行委員・講座講師。